# Danh sách cầu thủ tham dự giải vô địch bóng đá U-18 châu Âu 1979
Các cầu thủ in đậm từng thi đấu cho đội tuyển quốc gia.

## Bảng A

### Bỉ
Huấn luyện viên:

### Pháp
Huấn luyện viên:

| Số | VT | Cầu thủ                | Ngày sinh (tuổi)            | Trận | Bàn | Câu lạc bộ               |
| -- | -- | ---------------------- | --------------------------- | ---- | --- | ------------------------ |
|    | TM | Marc Lévy              | 7 tháng 8, 1961 (17 tuổi)   |      |     | Olympique de Marseille   |
|    | TM | Stéphane d'Angelo      | 10 tháng 3, 1961 (18 tuổi)  |      |     | FC Metz                  |
|    | HV | José Anigo             | 15 tháng 4, 1961 (18 tuổi)  |      |     | Olympique de Marseille   |
|    | HV | Didier Heyman          | 13 tháng 5, 1961 (18 tuổi)  |      |     | Angers SCO               |
|    | HV | Christian Zajaczkowski | 16 tháng 2, 1961 (18 tuổi)  |      |     | LB Châteauroux           |
|    | HV | Jacky Bonnevay         | 1 tháng 6, 1961 (17 tuổi)   |      |     | FC Sochaux-Montbéliard   |
|    | HV | Jacques Lopez          | 24 tháng 4, 1961 (18 tuổi)  |      |     | Olympique de Marseille   |
|    | HV | William Ayache         | 10 tháng 1, 1961 (18 tuổi)  |      |     | FC Nantes                |
|    | TV | Louis Marcialis        | 23 tháng 6, 1961 (17 tuổi)  |      |     | SC Bastia                |
|    | TV | Jean-Claude Lemoult    | 28 tháng 8, 1960 (18 tuổi)  |      |     | Paris Saint-Germain F.C. |
|    | TV | Dominique Bijotat      | 3 tháng 1, 1961 (18 tuổi)   |      |     | AS Monaco                |
|    | TV | José Touré             | 24 tháng 4, 1961 (18 tuổi)  |      |     | FC Nantes                |
|    | TV | Stéphane Plancque      | 6 tháng 1, 1961 (18 tuổi)   |      |     | Lille OSC                |
|    | TĐ | Yannick Stopyra        | 9 tháng 1, 1961 (18 tuổi)   |      |     | FC Sochaux-Montbéliard   |
|    | TĐ | Gérard Buscher         | 5 tháng 11, 1960 (18 tuổi)  |      |     | OGC Nice                 |
|    | TĐ | Laurent Paganelli      | 22 tháng 10, 1962 (16 tuổi) |      |     | AS Saint-Étienne         |

### Hà Lan
Huấn luyện viên:

### Thụy Sĩ
Huấn luyện viên:

## Bảng B

### Tiệp Khắc
Huấn luyện viên:

### Anh
Huấn luyện viên:

| Số | VT | Cầu thủ         | Ngày sinh (tuổi)            | Trận | Bàn | Câu lạc bộ               |
| -- | -- | --------------- | --------------------------- | ---- | --- | ------------------------ |
|    | TM | John Lukic      | 11 tháng 12, 1960 (18 tuổi) |      |     | Leeds United F.C.        |
|    | TM | Alan Knight     | 3 tháng 6, 1961 (17 tuổi)   |      |     | Portsmouth F.C.          |
|    | HV | Steve Bruce     | 31 tháng 12, 1960 (18 tuổi) |      |     | Gillingham F.C.          |
|    | HV | Brendan Ormsby  | 1 tháng 10, 1960 (18 tuổi)  |      |     | Aston Villa F.C.         |
|    | HV | Neil Banfield   | 20 tháng 1, 1962 (17 tuổi)  |      |     | Crystal Palace F.C.      |
|    | HV | Mark Dennis     | 2 tháng 5, 1961 (18 tuổi)   |      |     | Birmingham City F.C.     |
|    | TV | Paul Allen      | 28 tháng 8, 1962 (16 tuổi)  |      |     | West Ham United F.C.     |
|    | TV | Steve MacKenzie | 23 tháng 11, 1961 (17 tuổi) |      |     | Crystal Palace F.C.      |
|    | TV | Mark Proctor    | 30 tháng 1, 1961 (18 tuổi)  |      |     | Middlesbrough F.C.       |
|    | TV | Brian McDermott | 8 tháng 4, 1961 (18 tuổi)   |      |     | Arsenal F.C.             |
|    | TV | Steven Burke    | 29 tháng 9, 1960 (18 tuổi)  |      |     | Nottingham Forest F.C.   |
|    | TĐ | David Buchanan  | 23 tháng 6, 1962 (16 tuổi)  |      |     | Leicester City F.C.      |
|    | TĐ | Gary Shaw       | 21 tháng 1, 1961 (18 tuổi)  |      |     | Aston Villa F.C.         |
|    | TĐ | Clive Allen     | 20 tháng 5, 1961 (18 tuổi)  |      |     | Queens Park Rangers F.C. |

### Tây Đức
Huấn luyện viên:

| Số | VT | Cầu thủ          | Ngày sinh (tuổi)           | Trận | Bàn | Câu lạc bộ             |
| -- | -- | ---------------- | -------------------------- | ---- | --- | ---------------------- |
|    | TM | Peter Wienen     |                            |      |     |                        |
|    | HV | Winfried Geier   | 23 tháng 8, 1960 (18 tuổi) |      |     | FC Schalke 04          |
|    | HV | Michael Geiger   | 27 tháng 9, 1960 (18 tuổi) |      |     | Eintracht Braunschweig |
|    | HV | Jonny Otten      | 20 tháng 1, 1962 (17 tuổi) |      |     | SV Werder Bremen       |
|    | HV | Thomas Siewert   | 4 tháng 11, 1961 (17 tuổi) |      |     | FC Schalke 04          |
|    | HV | Norbert Schlegel | 9 tháng 3, 1961 (18 tuổi)  |      |     | 1. FC Nürnberg         |
|    | TV | Markus Mohren    | 11 tháng 3, 1961 (18 tuổi) |      |     | BoNga Mönchengladbach  |
|    | TV | Joachim Müller   | 25 tháng 3, 1961 (18 tuổi) |      |     | Stuttgarter Kickers    |
|    | TV | Theo Schneider   | 23 tháng 8, 1960 (18 tuổi) |      |     | BoNga Dortmund         |
|    | TV | Stephan Engels   | 6 tháng 9, 1960 (18 tuổi)  |      |     | 1. FC Köln             |
|    | TV | Thomas Brunner   | 10 tháng 8, 1962 (16 tuổi) |      |     | 1. FC Nürnberg         |
|    | TV | Lothar Matthäus  | 21 tháng 3, 1961 (18 tuổi) |      |     | 1. FC Herzogenaurach   |
|    | TĐ | Dieter Wohlfarth |                            |      |     |                        |
|    | TĐ | Fred Schaub      | 28 tháng 8, 1960 (18 tuổi) |      |     | Eintracht Frankfurt    |

### Malta
Huấn luyện viên:

## Bảng C

### Áo
Huấn luyện viên:

| Số | VT | Cầu thủ                | Ngày sinh (tuổi)            | Trận | Bàn | Câu lạc bộ           |
| -- | -- | ---------------------- | --------------------------- | ---- | --- | -------------------- |
|    | TM | Kurt Machhammer        | 29 tháng 9, 1961 (17 tuổi)  |      |     | Austria Wien         |
|    | TM | Gottfried Angerer      | 4 tháng 3, 1961 (18 tuổi)   |      |     | Alpine Donawitz      |
|    | HV | Hans-Peter Buchleitner | 24 tháng 11, 1960 (18 tuổi) |      |     | ATSV Wolfsberg       |
|    | HV | Peter Schneider        | 6 tháng 8, 1961 (17 tuổi)   |      |     | VOEST Linz           |
|    | HV | Gerald Messlender      | 1 tháng 10, 1961 (17 tuổi)  |      |     | Admira Wacker Wien   |
|    | HV | Kurt Wolfsbauer        | 21 tháng 8, 1960 (18 tuổi)  |      |     | First Vienna FC      |
|    | HV | Leo Lainer             | 10 tháng 9, 1960 (18 tuổi)  |      |     | Admira Wacker Wien   |
|    | TV | Leopold Mayerhofer     | 30 tháng 10, 1961 (17 tuổi) |      |     | SC Eisenstadt        |
|    | TV | Georg Zellhofer        | 25 tháng 8, 1960 (18 tuổi)  |      |     | SV Áo Salzburg       |
|    | TV | Klaus Spirk            | 18 tháng 12, 1960 (18 tuổi) |      |     | Grazer AK            |
|    | TV | Peter Sallmayer        | 21 tháng 5, 1961 (18 tuổi)  |      |     | Schwarz-Weiß Bregenz |
|    | TV | Thomas Pfeiler         | 5 tháng 11, 1960 (18 tuổi)  |      |     | Austria Wien         |
|    | TV | Ewald Markoutz         | 1 tháng 9, 1960 (18 tuổi)   |      |     | SV Sankt Veit        |
|    | TĐ | Christian Keglevits    | 29 tháng 1, 1961 (18 tuổi)  |      |     | SC Eisenstadt        |
|    | TĐ | Wilhelm Bohusek        | 8 tháng 12, 1960 (18 tuổi)  |      |     | First Vienna FC      |
|    | TĐ | Anton Schlögl          | 8 tháng 3, 1961 (18 tuổi)   |      |     | SC Eisenstadt        |

### Hungary
Huấn luyện viên:

| Số | VT | Cầu thủ         | Ngày sinh (tuổi)            | Trận | Bàn | Câu lạc bộ           |
| -- | -- | --------------- | --------------------------- | ---- | --- | -------------------- |
|    | TM | Miklós Józsa    | 30 tháng 6, 1961 (17 tuổi)  |      |     | Ferencvárosi TC      |
|    | HV | Dávid Babcsán   |                             |      |     |                      |
|    | HV | Antal Róth      | 14 tháng 9, 1960 (18 tuổi)  |      |     | Pécsi MFC            |
|    | HV | Mátyás Jurácsik | 1 tháng 10, 1960 (18 tuổi)  |      |     | Újpest Dózsa         |
|    | HV | Róbert Horváth  | 29 tháng 3, 1962 (17 tuổi)  |      |     | Ferencvárosi TC      |
|    | HV | József Nagy     | 21 tháng 10, 1960 (18 tuổi) |      |     | Szombathelyi Haladás |
|    | TV | Gábor Sikesdi   | 29 tháng 8, 1960 (18 tuổi)  |      |     | Banyasz Tatabánya    |
|    | TV | István Pandúr   | 10 tháng 8, 1960 (18 tuổi)  |      |     | Budapest Honvéd FC   |
|    | TV | György Szeibert | 29 tháng 12, 1960 (18 tuổi) |      |     | VSC Budapesti        |
|    | TV | Miklós Kökény   | 2 tháng 5, 1961 (18 tuổi)   |      |     |                      |
|    | TĐ | Róbert Koch     | 19 tháng 12, 1961 (17 tuổi) |      |     | Ferencvárosi TC      |
|    | TĐ | Gábor Pölöskei  | 10 tháng 11, 1961 (17 tuổi) |      |     | Raba ETO Győr        |
|    | TĐ | Sándor Murai    | 22 tháng 3, 1961 (18 tuổi)  |      |     | Kaposvári Rákóczi    |

### Na Uy
Huấn luyện viên:

### Nam Tư
Huấn luyện viên:

## Bảng D

### Bulgaria
Huấn luyện viên:

### Đan Mạch
Huấn luyện viên:

### Ba Lan
Huấn luyện viên:  Henryk Apostel

| Số | VT | Cầu thủ          | Ngày sinh (tuổi)            | Trận | Bàn | Câu lạc bộ        |
| -- | -- | ---------------- | --------------------------- | ---- | --- | ----------------- |
|    | TM | Ryszard Ługowski | 20 tháng 7, 1961 (17 tuổi)  |      |     | Chemik Bydgoszcz  |
|    | TM | Dariusz Opolski  | 23 tháng 9, 1961 (17 tuổi)  |      |     | Motor Lublin      |
|    | TM | Janusz Przybyłka | 11 tháng 4, 1962 (17 tuổi)  |      |     | Polonia Bytom     |
|    | HV | Antoni Kot       | 10 tháng 8, 1960 (18 tuổi)  |      |     | Hutnik Kraków     |
|    | HV | Piotr Skrobowski | 16 tháng 10, 1961 (17 tuổi) |      |     | Wisła Kraków      |
|    | HV | Bogusław Skiba   | 16 tháng 11, 1960 (18 tuổi) |      |     | Stal Mielec       |
|    | HV | Marian Tomczyk   | 7 tháng 3, 1961 (18 tuổi)   |      |     | Ruch Chorzów      |
|    | HV | Andrzej Gruszka  | 26 tháng 2, 1961 (18 tuổi)  |      |     | Szombierki Bytom  |
|    | HV | Edward Tyburski  | 18 tháng 10, 1960 (18 tuổi) |      |     | Siarka Tarnobrzeg |
|    | TV | Mirosław Pękala  | 15 tháng 10, 1961 (17 tuổi) |      |     | Śląsk Wrocław     |
|    | TV | Jacek Ratajczyk  | 11 tháng 1, 1961 (18 tuổi)  |      |     | ŁKS Łódź          |
|    | TV | Jarosław Biernat | 6 tháng 9, 1960 (18 tuổi)   |      |     | Pogoń Szczecin    |
|    | TV | Dariusz Krupa    | 23 tháng 4, 1961 (18 tuổi)  |      |     | Pogoń Szczecin    |
|    | TĐ | Janusz Turowski  | 7 tháng 2, 1961 (18 tuổi)   |      |     | Pogoń Szczecin    |
|    | TĐ | Waldemar Majcher | 11 tháng 3, 1961 (18 tuổi)  |      |     | Lechia Gdańsk     |
|    | TĐ | Jarosław Nowicki | 11 tháng 1, 1961 (18 tuổi)  |      |     | Zawisza Bydgoszcz |
|    | TĐ | Zbigniew Żurek   | 14 tháng 3, 1961 (18 tuổi)  |      |     | Górnik Zabrze     |

### Scotland
Huấn luyện viên:
Bản mẫu:Giải vô địch bóng đá U-19 châu Âu